# Håkon IV.

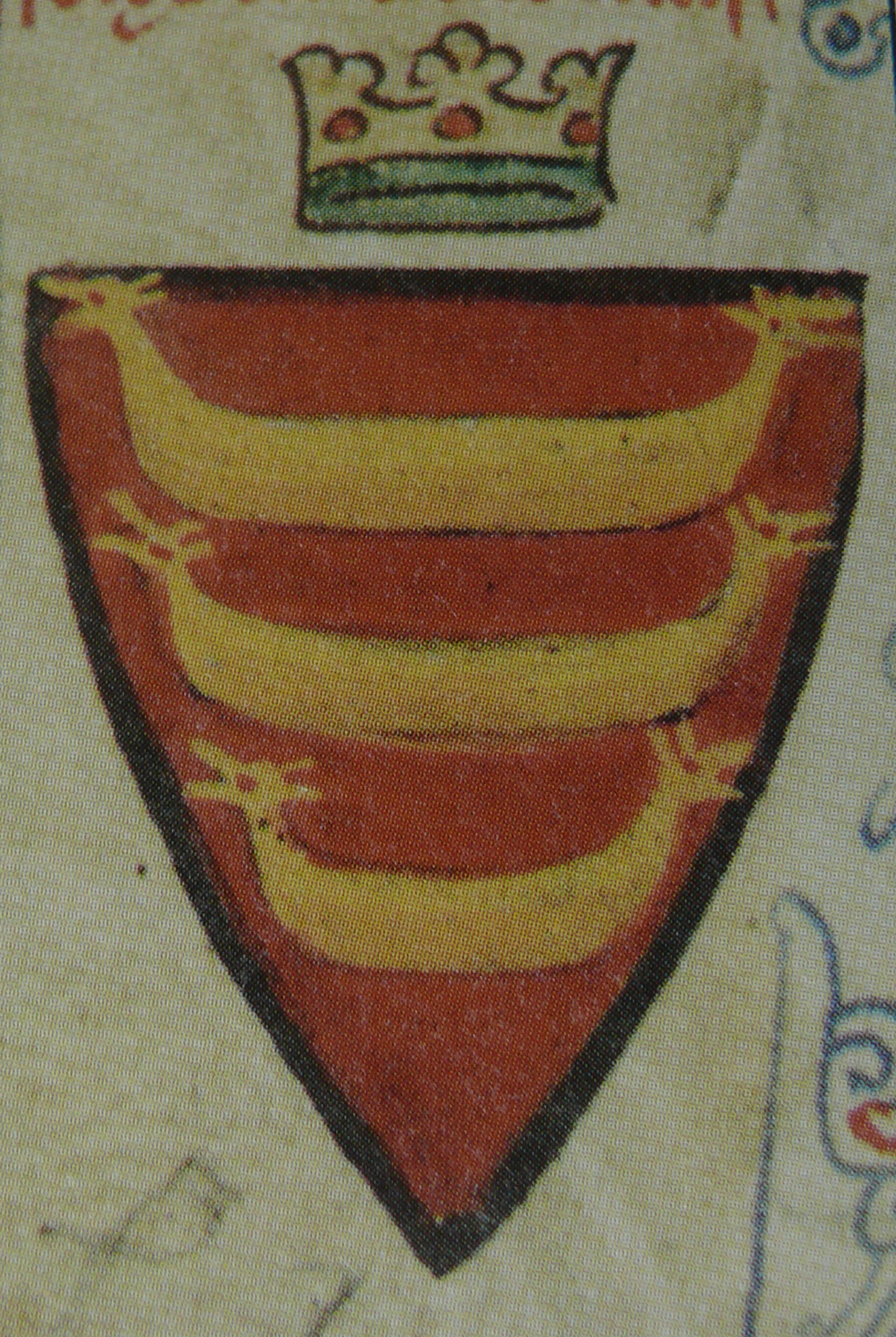
Wappen von Håkon IV.

Håkon IV. Håkonsson (* 1204 in Folkenborg, heute Eidsberg (Østfold); † 16. Dezember 1263 auf den Orkney) wurde als Sohn von König Håkon Sverresson und dessen Nebenfrau Inga von Varteig († 1234) angesehen und war von 1217 bis 1263 König von Norwegen. Er war der letzte König der Bürgerkriegsperiode zwischen Birkebeinern und Baglern. Er wird auch Håkon der Alte (norwegisch Håkon Gamle) zur Abgrenzung von seinem Sohn Håkon Håkonsson unge (der junge) genannt.

## Herkunft
Håkon Sverresson hatte im Herbst 1203 Inga von Varteig aus einer alten und angesehenen Østland-Familie bei sich in Borg. Im Jahr darauf wurde Håkon wohl in Østland geboren. Zu dieser Zeit starb König Håkon Sverresson.

## Die Rettung durch die Birkebeiner

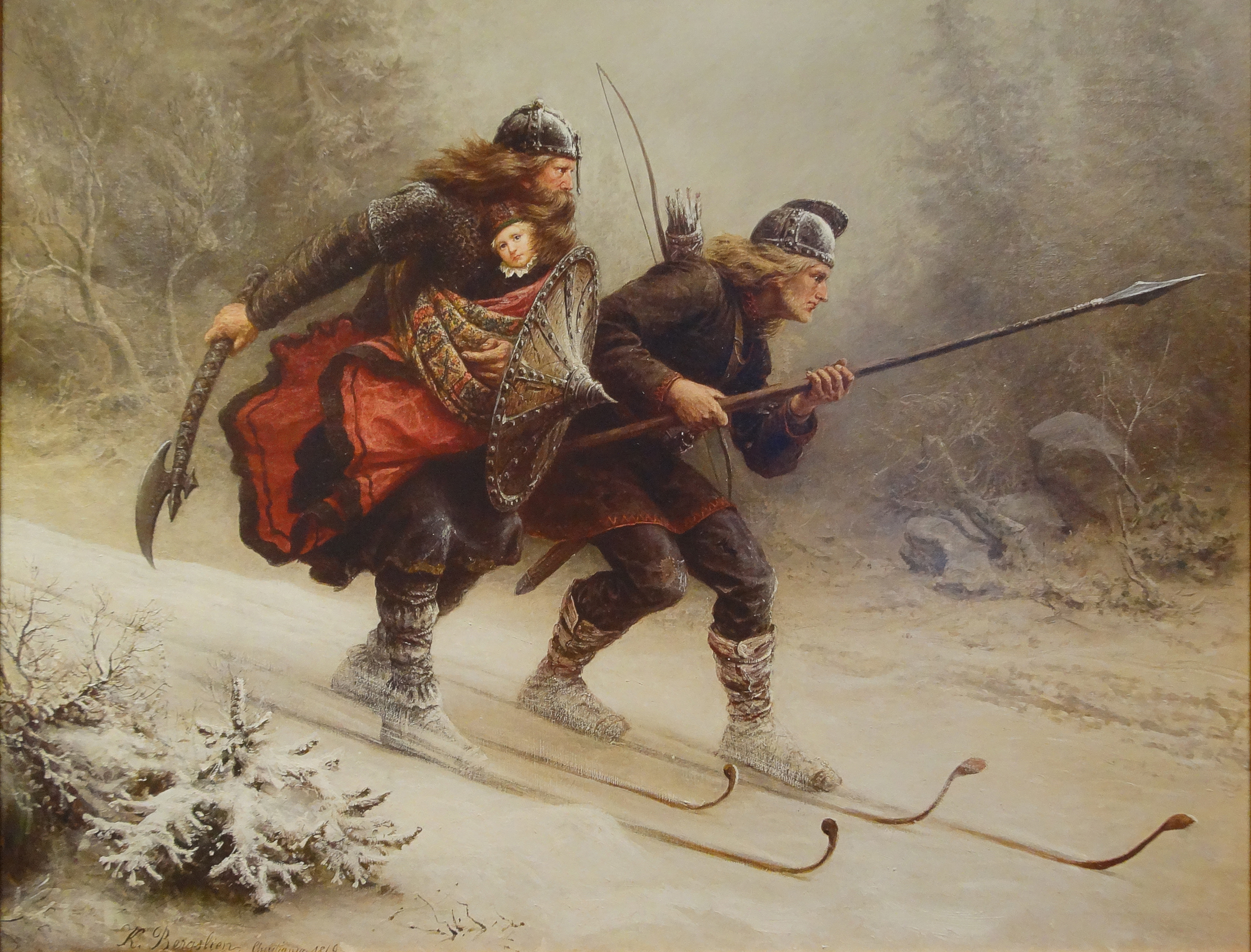
Prinz Håkons Rettung durch skifahrende Birkebeiner

Da die Bagler ihm offenbar sofort nach dem Leben trachteten, berichtet die Saga, die Birkebeiner hätten ihn sofort zu König Inge II. Bårdsson gebracht. Nach einer Pause in Lillehammer (erste Erwähnung Lillehammers) an Weihnachten seien die beiden besten Skiläufer Torstein Skjevla und Skjervald Skrukka wegen der überall zu erwartenden Bagler nicht den normalen Weg durchs Gudbrandsdalen, sondern über die Berge ins Østerdalen gezogen, und dies bei Frost, Schneetreiben und sehr schlechtem Wetter. Im Gedenken an diese besondere Tat gibt es noch heute die nationalen Rennen Birkebeinerløypet (Langstreckenlauf ca. 20 km), Birkebeinerrennet (Langstrecken-Skilanglauf, ca. 50 km) und Birkebeinerrittet (Langstrecken-Querfeldein-Radrennen ca. 90 km). Ab 1206 wurde er bei den Birkebeiner-Getreuen des Königs aufgezogen. Er besuchte eine geistliche Schule und konnte Latein, so dass er sich auf dem Sterbebett lateinische Bücher vorlesen ließ.

## Die Thronfolge nach Inge II.
Als König Inge II. im April 1217 gestorben war, gab es drei Kronprätendenten: Inges unehelichen Sohn Guttorm, König Inges Halbbruder väterlicherseits Skule Bårdsson und Håkon Håkonsson. Erzbischof Guttorm, die Kreuzbrüder in Nidaros und das Militär wollten Skule als König haben. Die Birkebeiner-Bauern wollten Håkon. Guttorm hatte als Sohn Inges eigene Ansprüche. Beim Tode König Inges war der Erzbischof gerade auf Visitationsreise in Hålogaland. Das nutzten die Birkebeiner, holten den 13-jährigen Håkon aus der Domschule und riefen gegen den Widerstand der Kreuzbrüder das Øyrathing zusammen, wo sie die Huldigung Håkons zum König durchsetzen konnten, obgleich Skule Zweifel an der väterlichen Abstammung Håkons anmeldete und die Kreuzbrüder der Eisenprobe der Mutter Inga in Abwesenheit des Erzbischofs widersprachen und es ablehnten, den Schrein des Hl. Olav bei der Huldigung aufzustellen. Später im Sommer wurde eine weitere Huldigung auf dem Gulathing in Bergen vorgenommen. Nach dem Tode König Philipp Simonssons, der in Oppland und um den Oslofjord herum herrschte, wurde Håkon auch auf dem Haugathing und dem Borgarthing gehuldigt, womit die Birkebeiner verhinderten, dass die Bagler einen eigenen König als Nachfolger Philipps wählten.
Die Saga unterstreicht, dass seine Königswahl trotz seiner unehelichen Geburt mit dem alten Thronfolgerecht übereinstimmte, denn er konnte im Gegensatz zu Guttorm, der seine Königsfähigkeit über die Schwester Sverres Cecilia herleitete, seine Königsfähigkeit vollständig über die männliche Linie begründen. Daher war seine abstammungsmäßige Vorrangstellung unbestritten, und der Zulauf war groß. Die schnelle und entschlossene Vorgehensweise der Birkebeiner führte auch dazu, dass der Widerstand gegen ihn klein blieb. Die Kirche sah ein, dass ein allzu offensives Eintreten für Skule die Gefahr eines neuen Bürgerkrieges bilden musste.
Gleichwohl nahm die Kirche eine Thronfolge im Widerstreit zu ihren Prinzipien nicht ohne weiteres hin. Wenn sie sich auch nach 1217 nicht mehr offen gegen Håkon stellte, so bestand Erzbischof Guttorm doch darauf, dass eine Thronbesteigung ohne kirchliche Zustimmung nicht rechtmäßig vollzogen werden könne. Außerdem verlangte sie für Skule eine Stellung, die den Frieden zwischen ihm und den königlichen Kreisen bewahrte. Das führte im Sommer 1218 zu einer Reichsversammlung in Bergen. Die Versammlung befasste sich mit der näheren Prüfung seiner väterlichen Abstammung und erhielt damit eine Vorrangstellung vor den Thingversammlungen des Vorjahrs. Die Mutter Inga unterzog sich erfolgreich der Eisenprobe. Die Versammlung bestätigte Skule als Reichsverweser für den noch minderjährigen Håkon. Dafür erhielt er ein Drittel der königlichen Einkünfte des Gesamtreiches einschließlich der tributpflichtigen Gebiete in der Nordsee.

## Seine Herrschaft
Der Nachweis seiner väterlichen Abstammung 1218 durch die Eisenprobe seiner Mutter stärkte seine Stellung entscheidend und verbesserte auch sein Verhältnis zur Kirche. 1219 wurde er mit 15 Jahren mündig, aber er richtete sich noch bis zum Herbst 1220 nach Skule. Da übernahm er wahrscheinlich die Herrschaft über zwei Drittel des Reiches, was aber erst für das Frühjahr 1222 feststeht. In diesem Jahr vereinbarte er mit Erzbischof Guttorm für 1223 einen Reichstag in Bergen. Der sollte sein Königsvorrecht vor allen anderen Kronprätendenten festlegen. Bei dieser Gelegenheit erhielt der Erzbischof als einziger und erster Bischof ein Münzprivileg für Norwegen. Er bestätigte auch alle früher eingeräumten Rechte der Kirche und nahm sie unter seinen königlichen Schutz. Das deutet auf eine größere Abhängigkeit in dieser Phase von der Kirche hin.

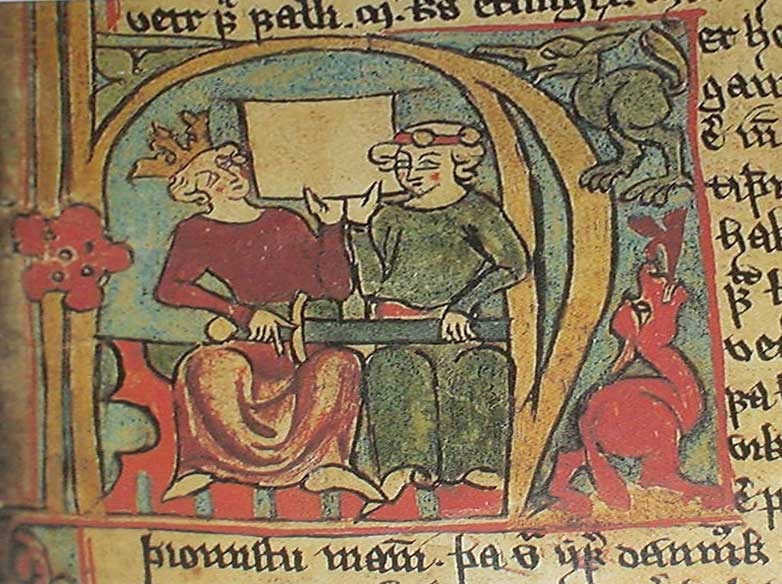
Håkon und sein Sohn Magnus.

Der Reichstag zu Bergen 1223 hatte noch mehr Teilnehmer als der von 1218 und repräsentierte alle Schichten und Landschaften des Reiches. Hier wurde Håkon als König endgültig bestätigt. Der Erzbischof verkündete diese Bestätigung in einer übergeordneten Funktion. Außerdem wurde die Reichsteilung zwischen dem König und Jarl Skuli erneuert, wobei Skule über sein Drittel, das Østland darstellte, hinaus noch Sunnmøre erhielt. Håkon heiratete 1225 Skules Tochter Margarete. Er musste sich noch mit den Ribbungene herumschlagen. Aber deren Führer, Junker Knut, nahm einen Vergleich an und heiratete 1227 eine andere Tochter Skules, Ingrid Skuledatter. 1227 lief der Bürgerkrieg dann für längere Zeit aus bis zum Aufstand Skules im Jahre 1239. Dieser endete mit dem Tode Skules 1240. Inzwischen war Sigurd Eindridesson Tafse Erzbischof von Nidaros geworden. Er versuchte vergeblich, als Gegenleistung zur kirchlichen Krönung weitere Privilegien für die Kirche zu erreichen. 1246 entsandte Papst Innozenz IV. seinen Kardinal Wilhelm von Modena, damit dieser König Håkon krönte. Der Kardinal versuchte auf Anraten der Bischöfe Håkon dazu zu bewegen, den Krönungseid von König Magnus Erlingsson zu wiederholen. Doch Håkon schlug das rundweg ab. Die kirchliche Krönung fand 1247 statt.
Im Jahre 1262 hatten die Isländer einen Vertrag mit König Håkon über seine Königsherrschaft geschlossen. Damit wurde Hakon der König Islands, eines freien Landes mit bestimmten Berechtigungen und Pflichten.

## Sein Tod
Als dann 1262 die Schotten die westschottischen Inseln angriffen, fuhr er 1263 nach allgemeiner Mobilmachung mit einer großen Flotte von Bergen über die Shetlands im August nach Schottland. Die Flotte stieß entlang der Westküste bis an den Firth of Clyde vor, doch nach einer unentschieden ausgegangenen Schlacht bei Largs zog er sich für den Winter auf die Orkneys zurück, erkrankte dort und starb am 16. Dezember 1263. Im Frieden von Perth verkaufte Norwegen 1266 die westschottischen Inseln, sicherte sich jedoch den Besitz von Orkney und den Shetlandinseln.

## Kinder
vorehelich (von der Frille Kanga)
- Sigurd
- Cecilia

ehelich
- Olav (* 1227)
- Håkon Håkonsson unge (1232–1257)
- Kristin Håkonsdatter (1234–1262)
- Magnus lagabætir (1238–1280)

## Seine Leistung
Zukunftweisend war seine Erkenntnis, dass der innere Frieden wesentlich von einem guten Recht abhängt, und er lenkte auf dieses Politikfeld seine ganze Aufmerksamkeit. Er begann mit den Arbeiten an einer umfassenden Gesetzesrevision und -vereinheitlichung, die er allerdings nicht beenden konnte. Er entsandte junge Landsleute zur entsprechenden gründlichen Ausbildung an die Universitäten Südeuropas (Paris, Bologna), von denen Audun Hugleiksson der bei weitem Bedeutendste werden sollte. So partizipierte Norwegen am juristischen Jahrhundert und öffnete sich den neuen rechtsphilosophischen Strömungen zwischen 1150 und 1250. Mit ihm begann sich auch die Gesetzgebungszuständigkeit vom Lagthing auf den Reichstag mit dem König zu verlagern.

## Verfilmung
Die Rettung durch die Birkebeiner wurde in dem norwegischen Film The Last King – Der Erbe des Königs in Szene gesetzt.